# Polski Rejon Narodowy im. Juliana Marchlewskiego
Polski Rejon Narodowy im. Juliana Marchlewskiego, tzw. potocznie Marchlewszczyzna lub Polrajon (skrót od rosyjskiego Polskij Rajon) – autonomiczna polska jednostka administracyjna szczebla rejonu, utworzona 17 wrzesnia 1925 w okręgu wołyńskim Ukraińskiej SRR ZSRR.

## Powstanie rejonu

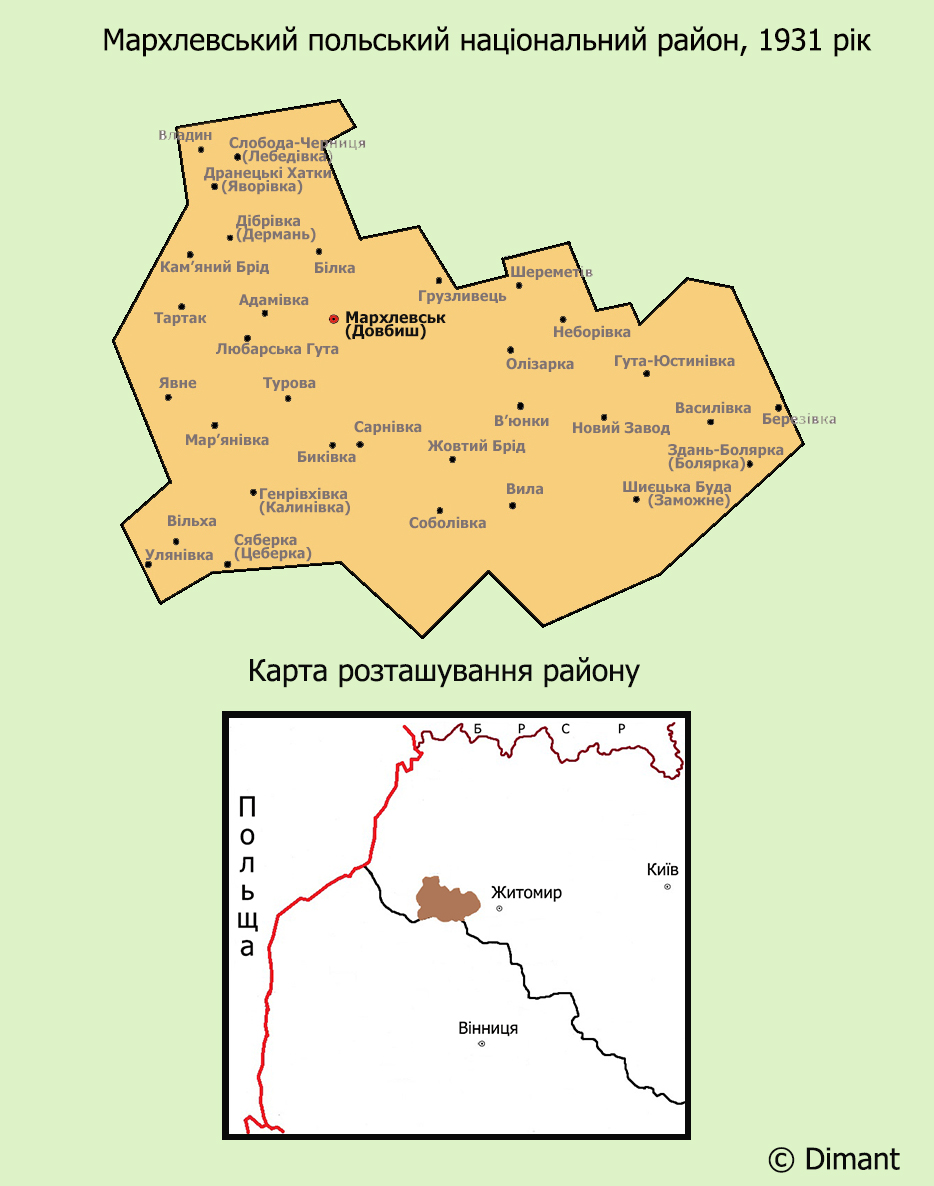
Mapa rejonu i położenie względem granicy II Rzeczypospolitej

Po rewolucji październikowej w rosyjskiej polityce wewnętrznej pojawiła się zasada tzw. korienizacji, polegająca na przyznawaniu uprawnień nierosyjskim narodom zamieszkującym kraj.
Zasada ta legła u podstaw powstania wielu autonomicznych jednostek administracyjnych (republik związkowych, republik autonomicznych, obwodów autonomicznych, okręgów narodowościowych i rejonów narodowościowych), w tym polskich: Polskiego Rejonu Narodowego im. Juliana Marchlewskiego i Polskiego Rejonu Narodowego im. Feliksa Dzierżyńskiego. Drugim powodem powołania polskich autonomii był fakt, iż reżim radziecki nigdy nie zrezygnował z opanowania Polski i ustanowienia w niej republiki radzieckiej. Marchlewszczyzna i Dzierżowszczyzna w zamierzeniu miały być zalążkami takiej republiki, z której odbywałby się eksport rewolucji do kraju.
Pierwsze pomysły utworzenia autonomii dla Polaków pojawiły się jeszcze w czasie wojny polsko-bolszewickiej, dotyczyły one jednak jedynie poszczególnych wiosek. Zamiar objęcia autonomią większego terytorium zamieszkanego przez Polaków powstał dopiero w 1925 r. Wybór miejsca utworzenia polskiej autonomii był nieprzypadkowy: ponad 60% wszystkich Polaków zamieszkujących ZSRR żyło na Ukrainie i stanowili oni ok. 1,6% populacji tej sowieckiej republiki, przy czym w niektórych obwodach (zwłaszcza zachodnich) liczba ta dochodziła do 10% (według wyników spisu powszechnego z 1926 r. narodowość polską zadeklarowało 476 435 osób na 29 018 187 ogółu populacji Ukraińskiej SRR).
Inicjatorami utworzenia polskiego rejonu autonomicznego byli polscy komuniści m.in. Feliks Kon, Julian Marchlewski, Feliks Dzierżyński, Tomasz Dąbal. Obwód miał powstać na Wołyniu, na zachód od Żytomierza, gdzie w okolicznych wioskach znajdowały się skupiska Polaków. Stolicą PRN zostało miasto Dołbysz (ros. i ukr. Довбиш, czyt. Dowbysz), liczące ok. 3000 mieszkańców, które w związku z utworzeniem rejonu w 1926 r. przemianowano na Marchlewsk. Decyzja o powołaniu rejonu zapadła 22 marca 1925 r.

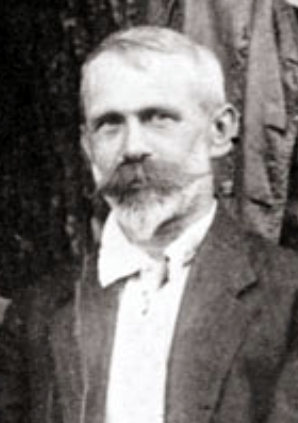
Julian Marchlewski – patron rejonu

W 1930 r. obszar obwodu zwiększono o blisko 1/4. Ostatecznie powierzchnia rejonu objęła 650 km².
Podobna ideologia przyświecała wyodrębnieniu nieco wcześniej (6 marca 1924 r.) z Ukraińskiej SRR innej autonomicznej narodowej jednostki administracyjnej – Mołdawskiego Obwodu Autonomicznego, który jednak wkrótce (już 12 października 1924 r.), z racji znacznie większego zaludnienia i granicznego charakteru przekształcono w Mołdawską Autonomiczną Socjalistyczną Republikę Radziecką

## Nazwa rejonu
Polski Rejon Narodowy im. Juliana Marchlewskiego otrzymał nazwę na cześć zmarłego w trakcie przygotowywania powstania regionu Juliana Marchlewskiego (1866–1925) – działacza SDKPiL i RKP(b) (bolszewicy), przeciwnika niepodległości Polski, którą widział jako republikę związkową w składzie ZSRR. Nazwanie polskiego obwodu jego imieniem miało być hołdem dla tej jego wizji – Polski jako republiki sowieckiej.

## Funkcjonowanie Polskiego Obwodu Narodowego im. Juliana Marchlewskiego

### Kultura
Autonomia kulturowo-językowa Polaków zamieszkujących Marchlewszczyznę nie była fikcją. Na terenie rejonu działało 55 polskich szkół, ponad 80 czytelni, ukazywały się polska gazeta pt. „Marchlewszczyzna Radziecka” i inne czasopisma, wydawano publikacje książkowe w języku polskim. Jednocześnie ludność poddawana była intensywnej propagandzie komunistycznej: wydawnictwa polskojęzyczne, jak też prasa były silnie przesiąknięte ideologią bolszewicką.
Jednym z języków urzędowych na terenie rejonu był język polski.
Chociaż od 1932 r. istniał też drugi polski rejon autonomiczny tzw. Dzierżowszczyzna, to w praktyce także po jego utworzeniu Marchlewszczyzna odgrywała rolę polskiego centrum kulturalnego w zachodniej części ZSRR.
Problemem był jednak brak polskiej inteligencji. Ponieważ miejscowa, chłopska ludność nie posiadała odpowiedniego wykształcenia, jak też nie przejawiała większego zainteresowania ideą komunistyczną, do Marchlewszczyzny sprowadzano działaczy Komunistycznej Partii Polski przebywających w Związku Radzieckim, spośród których największe znaczenie miał były polski poseł Sejmu Ustawodawczego z ramienia Chłopskiego Stronnictwa Radykalnego – Tomasz Dąbal.

### Gospodarka
Tereny na których utworzono Marchlewszczyznę były obszarami rolniczymi. W czasie funkcjonowania Polrajonu tereny te otrzymały znaczne środki na inwestycje i zostały szybko uprzemysłowione. Nastąpił ich rozwój cywilizacyjny. Powstały m.in. elektrownia, sieć telefoniczna, szpital. Wkrótce same tylko 4 huty szkła (dwie nowo wybudowane oraz dwie gruntownie zmodernizowane) zatrudniały 10% dorosłych mieszkańców Marchlewszczyzny. Wszystko to, poza poprawą poziomu życia, miało na celu wykształcenie klasy robotniczej, która miała być nośnikiem rewolucji, zwłaszcza w Polsce.
Po początkowym szybkim podniesieniu poziomu kultury rolnej, spowodowanym dopływem środków finansowych oraz nowych technologii, nastąpił regres w dziedzinie produkcji rolniczej. Na początku lat 30. bowiem, w Marchlewszczyźnie podobnie jak w całym Związku Radzieckim  została przeprowadzona przymusowa kolektywizacja. Spotkała się ona z dużym oporem ze strony ludności polskiej i jej wyniki były wyraźnie niższe niż w innych częściach kraju. Dopiero wzmożenie terroru i Hołodomor doprowadziły do jej przeprowadzenia. W wyniku wywołanego sztucznie przez władze tzw. wielkiego głodu zmarło na Ukrainie 2-6 mln ludzi, w tym ok. 1000-4000 mieszkańców Marchlewszczyzny.

### Życie religijne
Tak jak w całym Związku Radzieckim na terenie Marchlewszczyzny prowadzona była intensywna walka z przejawami religijności. Kościoły zostały pozamykane, księża zesłani. Pojawiły się propagujące ateizm stowarzyszenia: działający na terenie całego ZSRR Związek Wojujących Bezbożników, (którego akcje skierowane były głównie przeciw prawosławiu) w Marchlewszczyźnie posiadał swój oddział – Antykatolicką Sekcję Polską. Także publikacje książkowe i prasowe oraz program szkolny skierowane były na walkę z religią. Działania w tym zakresie nie przyniosły jednak większych rezultatów; chłopska ludność Obwodu przywiązana była do katolicyzmu i w podziemiu odbywała praktyki religijne.

## Ludność
Początkowo Polacy stanowili 70% spośród ok. 41 000 mieszkańców rejonu. Pozostali mieszkańcy to głównie Ukraińcy (ok. 20%), Niemcy (ok. 7%) i Żydzi (3%). W 1930 roku, po przyłączeniu kolejnych wiosek, liczba ludności wzrosła do ok. 52 000. Polacy nadal stanowili 70% populacji, zmieniły się natomiast nieznacznie proporcje wśród pozostałych narodów.
Liczba ludności rejonu wzrastała także dzięki przyrostowi naturalnemu, jednak Hołodomor z początku lat 30. spowodował ubytek ok. 1000-3000 ludzi.
Ludność stanowili w przeważającej części chłopi. W okresie funkcjonowania Polrajonu spora ich część przekwalifikowała się na robotników przemysłowych. W okresie tym na terenie autonomii osiedliło się nieco polskiej i rosyjskiej inteligencji.
Na terenie Marchlewszczyzny znajdowało się blisko 100 wsi (razem 7620 gospodarstw rolnych) i małych miasteczek.

## Likwidacja Marchlewszczyzny
Marchlewszczyzna została zlikwidowana 17 sierpnia 1935. Przyczyny nagłego podjęcia tej decyzji nie są jasne. Być może zaważyły tutaj względy polityczne, wewnętrzna walka w łonie partii, która była także przyczyną czystek stalinowskich i masowych represji wobec wielu grup społecznych ZSRR. Być może powodem tego był opór przed kolektywizacją, który uzmysłowił decydentom, iż próba stworzenia modelowej, radzieckiej małej Polski i przeszczepienia jej na grunt Polski właściwej nie powiodła się. Niewykluczone także, że już wówczas Stalin miał inne plany co do przyszłości Polski i nie chciał mieć na terytorium Związku Radzieckiego zorganizowanych polskich jednostek autonomicznych.
Pierwsze głosy domagające się likwidacji autonomicznego obwodu pojawiły się już w 1932 r.
Likwidacja Marchlewszczyzny (i wkrótce potem Dzierżowszczyzny) była częścią większej akcji polegającej na likwidacji polskich ośrodków oświatowych i kulturalnych oraz przesiedlaniu Polaków z Białoruskiej SRR i Ukraińskiej SRR na Syberię i do Kazachstanu.

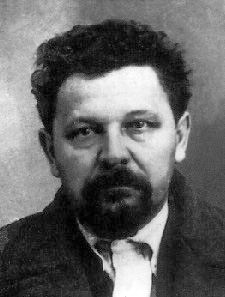
Tomasz Dąbal po aresztowaniu przez NKWD w 1937 r.

W samej Marchlewszczyżnie zlikwidowano wszystkie polskie szkoły, czytelnie i inne ośrodki kulturalne.
Krótko po rozwiązaniu autonomii poddano represjom inteligencję i elity polityczne Marchlewszczyzny. Podobnie jak w całym Związku Radzieckim, w ramach czystek stalinowskich, rozstrzelano lub zesłano do łagrów wielu ludzi, także komunistów, w tym polskich, zarówno działających w polskich autonomiach, jak i poza nimi m.in. naczelnego ideologa polskich komunistów w tym rejonie – Tomasza Dąbala – rozstrzelanego w 1937 r.
W ciągu kilku lat od rozwiązania PRN z pierwotnego miejsca zamieszkania wysiedlono do azjatyckiej części ZSRR ponad 10 000 osób, w znacznej mierze Polaków.
Terytorium dawnej Marchlewszczyzny zostało podzielone pomiędzy pięć sąsiednich rejonów.
Władze radzieckie starały się zlikwidować wszelkie pozostałości po Marchlewszczyźnie. W 1939 r. byłą stolicę rejonu – Marchlewsk przemianowano na Szczorsk (w 1946 r. przywrócono pierwotną nazwę Dołbysz). Do końca istnienia ZSRR ani w tym kraju, ani w innych, sojuszniczych państwach demokracji ludowej (w tym Polsce) nie ukazywały się żadne publikacje ani opracowania naukowe dotyczące Marchlewszczyzny. Prawdopodobnie miało to na celu uniknięcie niewygodnych pytań i komentarzy w stosunku do deklarujących poszanowanie mniejszości narodowych władz radzieckich, zwłaszcza iż i tak kompromitowała je podobna polityka zastosowana w latach 40. XX w. wobec m.in. Kałmuków i Tatarów Krymskich.

## Tereny Marchlewszczyzny dziś
Tereny dawnej Marchlewszczyzny, mimo przymusowych wysiedleń na wielką skalę w latach 30. XX w. i w latach po II wojnie światowej, nadal zamieszkane są w dużej mierze przez Polaków. W mieście Dowbysz (dawnej stolicy Marchlewszczyzny), stanowią oni około połowę mieszkańców, jakkolwiek wielu z nich nie mówi już po polsku. W okolicznych wsiach również żyje wielu Polaków. Mieszkańcy tych obszarów, po upadku zbudowanych w okresie radzieckim zakładów przemysłowych, znajdują się w trudnej sytuacji materialnej.

## Literatura, linki
- Marek A. Koprowski, Na gruzach Marchlewszczyzny, Biały Dunajec - Ostróg 2014.
- Nikołaj Iwanow, Pierwszy naród ukarany. Polacy w Związku Radzieckim 1921-1939, Państwowe Wydawnictwo Naukowe, Warszawa-Wrocław 1991, ISBN 83-01-10537-2
- A. Kulesza, Nieudany eksperyment. naszawitryna.pl. [zarchiwizowane z tego adresu (2010-11-27)].
- H. Stroński, Koniec eksperymentu